# Назарово (хутор, Дмитровский городской округ)
Назарово — хутор в Дмитровском районе Московской области, в составе Сельского поселения Большерогачёвское.

## География
Хутор расположен на северо-западе района, примерно в 23 км северо-западнее Дмитрова, на суходоле, высота центра над уровнем моря 170 м. Ближайшие населённые пункты — Поповское на северо-западе, Алешино на северо-востоке и Черны на юго-востоке.

## История
Деревни Назарово, Гаврильцево до 1764 года входили в Ивановский церковный округ и принадлежали Николо-Пешношскому монастырю.
По данным ревизской сказки 1811 года в деревне Назарово проживало 36 мужчин. По данным К. Нистрема в 1852 году в 14 дворах проживало 23 мужчин и 31 женщина (54 человека).  
Назарово входило в Ивановский сельсовет. В 1952 году Назарово-Гаврильцево было передано в Мало-Рогачёвский сельсовет.
До 2006 года Назарово входило в состав Большерогачевского сельского округа.
Постановлением Губернатора Московской области от 21 февраля 2019 года № 75-ПГ категория населённого пункта изменена с «деревня» на «хутор».

## Население
| 2002 | 2006 | 2010 |
| ---- | ---- | ---- |
| 1    | →1   | ↘0   |